# Llano Monte
Llano Monte är en ort i Mexiko.   Den ligger i kommunen Villa Sola de Vega och delstaten Oaxaca, i den sydöstra delen av landet, 400 km sydost om huvudstaden Mexico City. Llano Monte ligger 1 916 meter över havet och antalet invånare är 181.
Terrängen runt Llano Monte är kuperad åt nordväst, men åt sydost är den bergig. Terrängen runt Llano Monte sluttar norrut. Runt Llano Monte är det mycket glesbefolkat, med 7 invånare per kvadratkilometer. Närmaste större samhälle är San Antonio Huitepec, 13,1 km nordost om Llano Monte. I omgivningarna runt Llano Monte växer i huvudsak blandskog.